# Kanton Auch-Sud-Est-Seissan
Kanton Auch-Sud-Est-Seissan (fr. Canton d'Auch-Sud-Est-Seissan) je francouzský kanton v departementu Gers v regionu Midi-Pyrénées. Skládá se z deseti obcí.

## Obce kantonu
- Auch (jihovýchodní část)
- Auterive
- Boucagnères
- Haulies
- Labarthe
- Orbessan
- Ornézan
- Pessan
- Sansan
- Seissan